# Imants Bodnieks
Imants Bodnieks (n. 20 mai 1941, Riga, Republica Sovietică Socialistă Letonă, URSS) este un ciclist leton, medaliat olimpic. A participat la 3 ediții ale Jocurilor Olimpice (1960, 1964, 1968) în care a câștigat o medalie de argint.